# 나타스 코파스
나타스 코파스(Natas Kaupas, 1969년 3월 23일~)는 미국의 전 프로 스케이트보드 선수이다. 그는 도그타운으로 알려진 캘리포니아의 사우스 산타 모니카에서 자랐고 리투아니아 혈통이다.그는 종종 진정한 최초의 프로 스케이트보드 선수 중 한 명으로 언급된다.

## 1980년대 초반
코파스는 어린 시절에 스케이트를 타기 시작했다. 1983년에 코파스는 지역 산타모니카 서핑 대회에서 우승했고 1등 상으로 산타모니카 항공(SMA) 스케이트보드를 받았다. SMA는 Skip Engblom이 소유한 서핑숍의 후면에서 운영되었다. 코파스는 존재하지 않았던 그의 스케이트 팀의 일원이 되는 것에 대해 잉글럼에게 접근했다. 하지만, 잉글블럼은 코파스의 스케이팅 능력에 감명을 받았고 그를 후원하겠다고 제안했다.
코파스는 자신이 인정한 대로 주류 스케이트보드 하위 문화에 대해 무지하고 무관심했다. 그는 경사로나 공원을 타지 않는 것을 선호하면서, 그의 주변 환경을 활용하여 그의 길거리 스케이트보드 기술을 연마했다. 1980년대 중반까지 코파스는 스케이트보드를 벽에 던지고 그 위에서 뛰어내리는 승마 벽을 발견했다. 그리고 나서 그는 손을 사용하지 않고 벽의 옆면을 타고 올라가면서 이 묘기를 완성했다.1984년 쓰래셔 매거진의 사진작가이자 스케이트 해설자인 크레이그 스테이크는 1984년 9월호 커버에 실린 코파스의 사진을 찍었다. 이 표지 사진으로 코파스는 더 많은 잡지 보도와 프로 스케이트 선수들로부터 인정을 받기 시작했다. 또한 1984년 SMA는 코파스의 첫 번째 프로 모델 스케이트보드를 출시했는데, 이 보드에는 산타 모니카 예술가 케빈 앤셀이 그린 팬터 이미지가 악명높게 등장한다. 이 시점에서 코파스는 마크 곤잘레스, 줄리앙 스트레인저, 짐 티보 같은 유명인들과 함께 정기적으로 스케이트를 타며 '스트리트 스케이팅'으로 알려진 것을 개척했다. 코파스와 곤잘레스는 많은 새로운 스케이트 보드 기술과 아이디어를 혁신했는데, 그 중 첫 번째는 로드니 멀린의 킥플립을 프리스타일 스케이팅에서 스트리트 스케이팅으로 옮긴 것이었다.

## 광범위한 인정
1986년 SMA 스케이트보드에 대한 수요는 그들이 충족시키기 위해 애쓰는 증가 속도로 증가했다. 16살 때, 코파스는 훨씬 더 큰 회사인 산타 크루즈 스케이트보드와 제조와 유통을 주선했을 때 잉글블럼에게 깊은 인상을 주었다. 스케이트보드 커뮤니티의 일부에서는 코파스가 1980년대 후반 캘리포니아 오션사이드에서 열린 프로암 스케이트 대회에서 레일 슬라이드 기술을 개척했다고 주장한다. 코파스는 판자가 난간 아래로 미끄러지려고 시도하여 관중들을 놀라게 했다. 비록 그의 시도는 실패했지만, 스케이트 역사는 만들어졌다. 이것은 코파스와 곤잘레스가 최초의 합법적인 레일 슬라이드와 나중에는 50-50 그라인드로 간주되는 것을 수행했을 때 뒤따랐다.
1987년, 코파스는 산타크루즈 스케이트보드 비디오 휠 오브 파이어에서 데뷔하였다. 이 영화에서 코파스는 누구보다 월등히 굴리는 능력을 발휘했고, 그의 역할은 스케이트 보드의 새로운 방향을 향한 길을 닦았다는 평가를 받고 있다. 이 역할은 코파스에게 갑작스러운 악명을 안겨주었지만, '나타스'의 철자가 '사탄'이기 때문에 곧 그의 이름의 철자로 관심을 돌렸다. 코파스는 자신의 이름을 리투아니아 여성 이름 '나탈리야'의 남성 버전이라고 설명하려고 시도했다. 하지만 그럼에도 불구하고, 많은 학교와 상점들은 '나타스'라는 이름을 가진 모든 상품에 대한 금지를 시행했다.
1987년 말, 코파스는 매우 유명한 인물이 되었고, 신발 회사 에트니스는 그에게 스케이트계에서 완전히 새로운 개념인 자신만의 프로 모델 신발을 제공했다. 이 신발의 마케팅과 디자인은 코파스의 영향을 받았다. 그는 자신의 예술적 재능을 사용할 수 있었고, 후에 SMA 스케이트보드 디자인에 그것을 포함시켰다.
1989년 산타크루즈는 Wheels of Fire의 후속 비디오인 Streets on Fire를 공개했는데, 이 비디오에서 코파스는 더 큰 역할을 했다. 영화에서 코파스의 뛰어난 연기는 그가 소화전 위에 올라타고 그 위에서 720도 회전하는 새로운 속임수였다. 이 트릭은 '나타스 스핀'으로 알려져 있으며 스노우보드 스포츠에도 적용되었다. '나타스 스핀'은 토니 호크의 비디오 게임 시리즈에도 포함되었다.
현재 SMA에서 스케이트를 타고 있던 동료 스케이트 선수 짐 티보(Jim Thiebaud)와 함께 코파스는 중고 캐딜락을 몰고 미국 전역을 순회하기 시작했다. 투어 동안, 그 2인조는 나중에 SMA를 위해 스케이트를 탈 많은 알려지지 않았지만 재능 있는 스케이트 선수들을 발견했다. 그들이 1990년에 돌아왔을 때, 스케이트보드의 선전은 미국 경제의 둔화와 함께 사라졌다.
2005년, 코파스는 제7회 트랜스월드 스케이트보드 시상식에서 레전드 상을 받았다.

## 기타 벤처
1991년 월드 인더스트리 스케이트보드를 설립한 동료 스케이트 선수 스티브 로코는 코파스에게 자신의 스케이트보드 라인을 시작하는 것에 대해 접근했다. 코파스는 SMA를 떠나 101개의 스케이트보드를 시작했다. 이 회사는 코파스가 그의 그래픽과 예술적 재능을 사용할 수 있는 배출구가 될 것이다. 1992년, 101은 주요 브랜드가 되었지만, 발목이 부러지면서 코파스의 스케이트 경력은 중단되었다. 회복하는 동안, 카파우스는 그의 예술적 재능을 더 탐구했고 컴퓨터 그래픽 프로그램을 사용하기 시작했다. 그는 곧 월드 인더스트리가 소유하고 있던 빅 브라더 스케이트보드 잡지의 창간호를 도와달라는 요청을 받았다. 월드 인더스트리와 101 스케이트보드가 더 성공하면서, 많은 잘 알려진 프로 선수들과 새롭게 떠오르는 아마추어 선수들을 영입하면서, 코파스는 흥미를 잃었다. 코파스는 래리 플린트 출판사로부터 전화를 받았는데, 그는 "Rage"라는 제목의 새로운 잡지를 창간하는 데 관심이 있었고 예술 감독이 필요했다. 그러나 코파스는 얼마 지나지 않아 잡지의 논조가 바뀌면서 다시 흥미를 잃었다.
1998년 오랜 친구 마크 오블로와 함께 비타 슈즈를 결성했다. 코파스는 그 후 의류 회사인 퀵실버와 엘리먼트 스케이트보드와 함께 디자인과 예술 분야에서 일을 찾았다. 두 회사는 또한 스케이트보드 팀을 위해 그를 후원했다. Quiksilver는 곧 코파스를 그래픽 디렉터와 마케팅 부사장으로 승진시켰다. 2004년, 나타스는 NHS의 제조 및 유통 하에 새로운 보드 회사인 Designarium을 설립했다. 나타스의 예술적 배경은 그가 프로 스케이터보다는 예술가들에게 데지네타리움을 집중하도록 이끌었다. 그는 예술가들에게 그의 오리지널 산타 모니카 항공 팬서 그래픽을 그들의 시각으로 해석하도록 의뢰했다. 각 보드는 한정판으로 제작된다..

## 필모그래피
| 연도 | 영화                              | 스폰서                | 노트                                                  |
| ---- | --------------------------------- | --------------------- | ----------------------------------------------------- |
| 1986 | NSA '86, Volume 4                 | Unreel Productions    | Featured skater                                       |
| 1987 | The Search For Animal Chin        | Powell Peralta        |                                                       |
| 1987 | On the Prowl                      | NSI Video             | Featured skater                                       |
| 1987 | Sacto Street/Ramp Contests        | NSI Video             |                                                       |
| 1988 | Wheels of Fire                    | Santa Cruz            | Featured skater                                       |
| 1988 | Street Skating with Rob and Natas | (None)                | Featured skater / instructional street skating video  |
| 1988 | Sick Boys                         | Mack Dawg Productions |                                                       |
| 1988 | Savannah Slamma                   | Thrasher Magazine     | Featured skater                                       |
| 1989 | Tales from the Street             | Mack Dawg Productions | Featured skater                                       |
| 1989 | Streets on Fire                   | Santa Cruz            | Featured skater / first video to feature "Natas Spin" |
| 1989 | Speed Freaks                      | Santa Cruz            | Featured skater                                       |
| 1989 | Savannah Slamma III               | NSI Video             | Featured skater                                       |
| 1989 | Goin' Off                         | T.R. Productions      | Featured skater                                       |
| 1990 | A Reason for Living               | Santa Cruz            | Featured skater                                       |
| 1991 | Quiet Storm Volume 1              | Frontline Video       | Documentary on skateboarding in San Diego             |
| 1996 | Shit                              | Big Brother           | Compilation video from Big Brother magazine           |

## 비디오 게임
- 코파스는 2004년 비디오 게임 토니 호크의 언더그라운드 2 (Tony Hawk's Underground 2)에 등장하는 비밀스러운 캐릭터이다.

## 추가 문헌
- 나타스 코파스 인터뷰, 2009년, 주스 매거진 (Juice Magazine)